# Maximilian von Edelsheim
Maximilian von Edelsheim (ur. 6 lipca 1897 w Berlinie, zm. 26 kwietnia 1994 w Konstancji) – niemiecki generał wojsk pancernych, uczestnik agresji na Polskę i Francję oraz ataku na Związek Radziecki.

## Życiorys
W armii niemieckiej służył od 1915 roku. W czasie II wojny światowej uczestniczył w agresji na Polskę i Francję oraz ataku na Związek Radziecki. Najpierw dowodził batalionem rozpoznawczym w 1 Dywizji Kawalerii, następnie pułkami piechoty, a ostatecznie 24 Dywizją Pancerną. W 1944 roku powierzono mu dowództwo XXXXVIII Korpus Pancernego. Dowodził nim w czasie walk z Armią Czerwoną, prowadzącą od 12 stycznia 1945 roku tzw. ofensywę zimową. W maju 1945 roku nad Łabą żołnierze dowodzonego przez niego korpusu oddali się niewoli zachodnim aliantom.

## Ordery i odznaczenia
- Krzyż Rycerski Krzyża Żelaznego